# Bobyri
Bobyri (ros. Бобыри) – wieś (ros. деревня, trb. dieriewnia) w zachodniej Rosji, w osiedlu wiejskim Tałaszkinskoje rejonu smoleńskiego w obwodzie smoleńskim.

## Geografia
Miejscowość położona jest nad Sożem, 3,5 km od drogi federalnej R120 (Orzeł – Briańsk – Smoleńsk – Witebsk), 10,5 km od drogi regionalnej 66K-22 (Szczeczenki – Monastyrszczina), 17 km od drogi regionalnej 66N-20 (Smoleńsk – Krasnyj), przy drodze regionalnej 66N-1808 (Tałaszkinskoje Sielpo – Upokoj), 3,5 km od drogi regionalnej 66N-1822 (Tałaszkino – Sielifonowo), 27 km od drogi magistralnej M1 «Białoruś», 4,5 km od centrum administracyjnego osiedla wiejskiego (Tałaszkino), 17 km od Smoleńska, 9 km od najbliższego przystanku kolejowego (361 km), 9,5 km od stacji kolejowej Tyczinino.
W granicach miejscowości znajdują się ulice: Centralnaja, Cwietocznaja, Drużby, Gagarina, Gieorgijewskaja, Jużnaja, Ługowaja, Mołodiożnaja, Nowaja, Polewaja, Rasswietnaja, Siewiernaja, Swietłaja, Tieniszewoj, Wostocznaja, Zapadnaja, Zariecznaja.

## Demografia
W 2010 r. miejscowość zamieszkiwały 202 osoby.

## Historia
W czasie II wojny światowej od lipca 1941 roku wieś była okupowana przez hitlerowców. Wyzwolenie nastąpiło we wrześniu 1943 roku.

## Osobliwości
- Grodiszcze położone na prawym brzegu Soża, 1,2 km na zachód od dieriewni (połowa I tysiąclecia p.n.e)[6].